# Nikep
 (juillet 2025).
Nikep est une census-designated place située dans le comté d'Allegany, dans l’État du Maryland, aux États-Unis. Lors du recensement de 2020, elle comptait 95 habitants.